# CH Dron (stacja metra)
CH Dron – stacja metra w Lille, położona na linii 2. Znajduje się w miejscowości Tourcoing. Obsługuje centrum medyczne Gustave Dron.
Została oficjalnie otwarta 27 października 2000.